# Miconia splendens
Miconia splendens là một loài thực vật có hoa trong họ Mua. Loài này được (Sw.) Griseb. mô tả khoa học đầu tiên năm 1860.